# Sedúlio
Sedúlio (em latim: Sedulius; m. setembro de 52 a.C.) foi um vergóbreto gauleses dos lemovices. Comandou 10 mil soldados na força de socorro liderada pelos comandante Vergassivelauno dos arvernos. Essa força de socorro foi criada para ajudar Vercingetórix na Batalha de Alésia. Sua morte e coragem foram mencionadas por Júlio César em seu Commentarii de Bello Gallico.